# Valle de los lagos del Triglav
El valle de los Lagos de Triglav (en esloveno: Dolina Triglavskih jezer) es un valle rocoso en los Alpes Julianos de Eslovenia, bajo los acantilados del Monte Tičarica y el Monte Zelnarica al suroeste del Triglav. El valle también se llama el valle de los Siete Lagos (Dolina sedmerih jezer), aunque hay diez y no siete lagos en el valle. Está ubicado por encima del límite del bosque y geológicamente es un karst alpino; por lo tanto, también ha sido llamado el valle del Mar Rocoso (Dolina kamnitega morja).

## Lagos
El lago a menor altitud es el lago Negro (Črno jezero) a una altitud de 1294 metros (4245 pies) sobre el nivel del mar; está sobre la ladera de la pared rocosa de Komarča. El tritón alpino (Ichthyosaura alpestris), endémico de los Alpes, vive en él. Debajo del monte Tičarica, de 1676 m (5499 pies), hay dos lagos interconectados conocidos como el lago Doble (Dvojno jezero). A una altitud de 1838 m (6030 pies) se encuentra el gran Lago (Veliko jezero) o el lago Ledvica (literalmente: lago Riñón, Jezero v Ledvici). Tiene forma de riñón y es el más grande y profundo de estos lagos. El más alto es el lago Podstenje (Jezero v Podstenju), que se encuentra a una altitud de 1993 m (6539 pies).

## Refugios de montaña

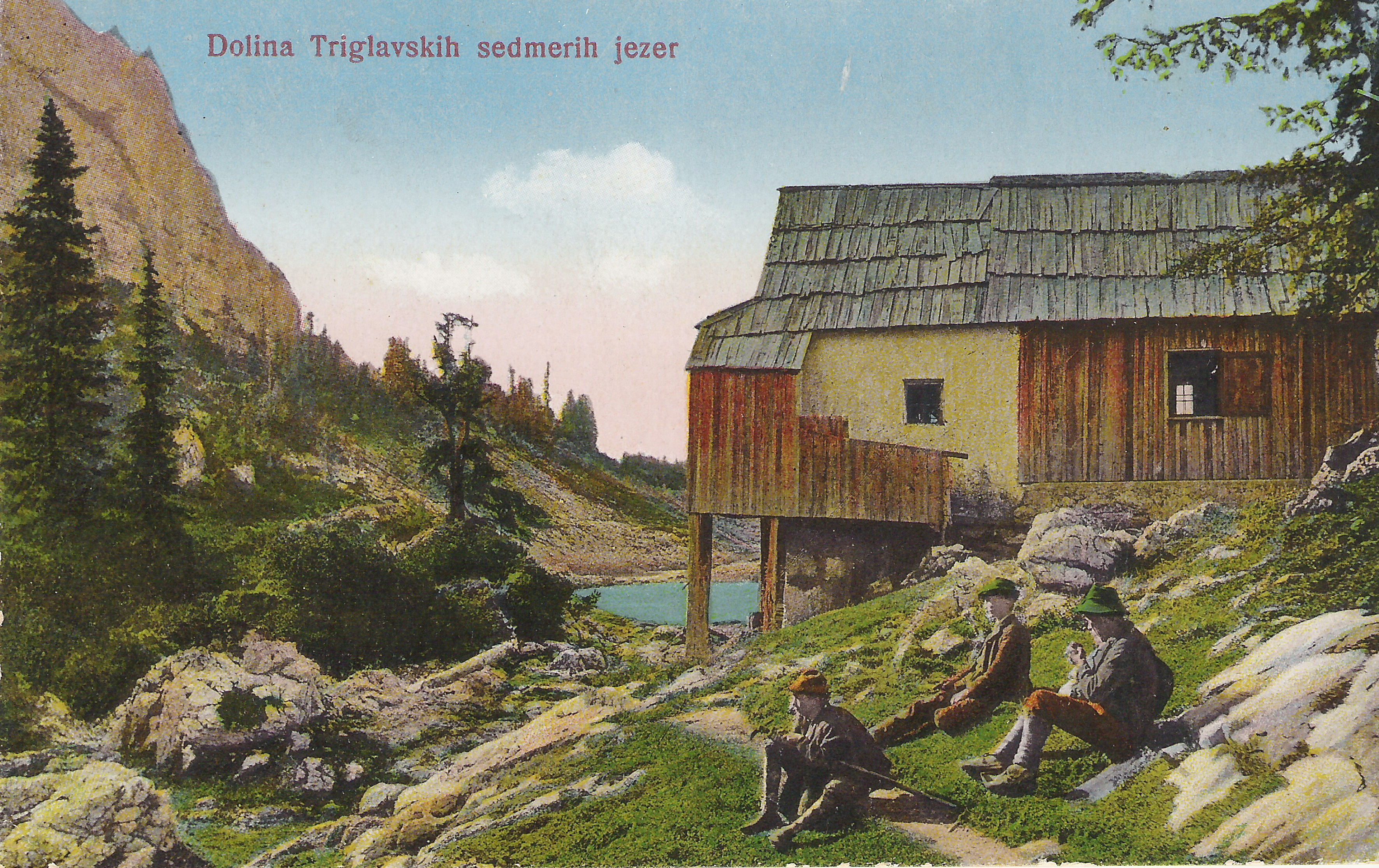
Postal de 1922 del valle de los lagos Triglav

Hay dos refugios de montaña en el valle de los lagos Triglav. El refugio de los lagosTriglav  (Koča pri Triglavskih jezerih, a 1683 metros o 5522 pies), propiedad del club de senderismo de Ljubljana-Matica, se encuentra en su extremo sur, mientras que el refugio central Sava en Prehodavci (Zasavska koča na Prehodavcih; a 2071 metros o 6795 pies), gestionado por el club alpino Radeče, se encuentra en su extremo norte. Son dos horas de diferencia. Se puede acceder desde Bohinj sobre la meseta de Komna (5 horas hasta el refugio de los lagos Triglav), desde Bohinj por la pared rocosa de Komarča (3 horas), desde la pradera Blato (3:30 horas), desde Trenta (3 horas hasta el refugio central Sava), y desde la pradera de Trebiščina (3:30 horas al refugio central Sava).

## Importancia cultural
El artista Marko Pogačnik diseñó el valle de los lagos Triglav en el escudo esloveno con dos líneas onduladas bajo la silueta del monte Triglav.